# 永安街道 (淄博市)
永安街道，是中华人民共和国山東省淄博市周村区下辖的一个乡镇级行政单位。

## 行政区划
永安街道下辖以下地区：
灯塔社区、光明社区、朝阳社区、千佛阁社区、前进社区、永盛社区、郑家社区、周家社区和西塘村。